# اندیس مشیر
مشیر یک اندیس فلزی است که در حوالی شهر بافت استان کرمان قرار دارد و مادهٔ معدنی موجود در آن، سرب و روی است.